# Samson enchaîné
Samson enchaîné – en italien Sansone in catene – est un tableau réalisé vers 1594 par le peintre italien Annibale Carracci. De format vertical, cette huile sur toile est une peinture chrétienne qui représente Samson enchaîné nu dans une grotte, avec à ses pieds la mâchoire d'âne avec laquelle le héros biblique va massacrer les Philistins. L'œuvre est conservée à la Galerie Borghèse de Rome.